# Parrita (canton)
Parrita est un canton (deuxième échelon administratif) costaricien de la province de Puntarenas au Costa Rica.

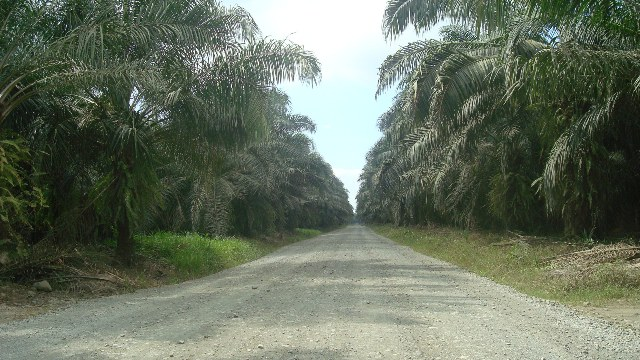
Palmeraies africaines à Parrita